# Siakumne
Siakumne, pleme kalifornijskih Indijanaca iz grupe Northern Valley Yokuts, porodica Mariposan, čija točna lokacija nije poznata (Swanton. Poznatiji pripadnik ovog plemena bio je poglavica Hoza Ha-soos, poznatiji kao José Jesús, koji se s kapetanom John Fremontom borio za vrijeme meksičko-američkog rata.